# Steganomus fulvipennis
Steganomus fulvipennis är en biart som beskrevs av Cameron 1898. Steganomus fulvipennis ingår i släktet Steganomus och familjen vägbin. Inga underarter finns listade i Catalogue of Life.